# Stéphane Zaleski
Pour les articles homonymes, voir Zaleski.
Stéphane Zaleski est un universitaire français rattaché à l'université Pierre-et-Marie-Curie.

## Biographie
Il a dirigé l'Institut Jean-Le-Rond-d'Alembert.
Il a été membre de l'Institut universitaire de France (promotion 1995).
Le 25 avril 2017, il fait partie des signataires d'une tribune de chercheurs et d'universitaires annonçant avoir voté Emmanuel Macron au premier tour de l'élection présidentielle française de 2017 et appelant à voter pour lui au second, en raison notamment de son projet pour l'enseignement supérieur et la recherche.

## Récompenses et distinctions
- Médaille d'argent du CNRS (2004)[5]